# 송정초등학교 (부산 해운대구)
송정초등학교는 대한민국 부산광역시 해운대구 송정동에 있는 공립 초등학교이다.

## 학교 연혁
- 1934년 4월 1일: 기장보통학교 부설 간이학교 개교
- 1944년 6월 3일: 원남국민학교로 승격
- 1963년 1월 1일: 부산시로 편입
- 1971년 4월 9일: 송정국민학교로 개칭
- 2010년 3월 1일: 신축 교사로 이전(해운대구 해운대로 1164-9)

## 참고 자료
- 송정초등학교 - 한국교육학술정보원 학교알리미